# Eje transversal PE-08 (Perú)
El Eje transversal PE-08 es uno de los veinte eje que forma parte de la red transversal de Red Vial Nacional del Perú. Está conformado por las rutas nacionales PE-08, PE-08 A (ramal), PE-08 B (ramal) y PE-08 C (ramal). Recorre los departamentos de La Libertad, Cajamarca, Amazonas y San Martín.

## Rutas
- PE-08: Ciudad de Dios-Cajamarca
- PE-08 A (ramal): Chilete-Desvío Cajamarca
- PE-08 B (ramal): Cajamarca (Avenida Atahualpa)-La Calzada
- PE-08 C (ramal): Desvío Caclic-Puente Ingenio